# Ágota Kristóf
Ágota Kristóf (* 30. Oktober 1935 in Csikvánd, Königreich Ungarn; † 27. Juli 2011 in Neuenburg) war eine ungarisch-schweizerische Schriftstellerin. Ihre in einer minimalistischen und schonungslosen Sprache verfassten Werke, die sie nicht in ihrer Erstsprache Ungarisch, sondern in der als Erwachsene erlernten Zweitsprache Französisch schrieb, wurden bis im Jahr 2003 in 36 Sprachen übersetzt. Ihr Hauptwerk ist die Trilogie Le grand cahier / La preuve / Le troisième mensonge. Darin und in Hier (Gestern), behandelt sie aus einer männlichen Erzählerperspektive das Schreiben als Überlebenskampf, den Verlust eines Vertrauten, die Entfremdung im Exil und die Vermengung von Wahrheit und Lüge in ihrer Heimat Ungarn und in den Lebensläufen ihrer ungarischen Landsleute. 

## Leben

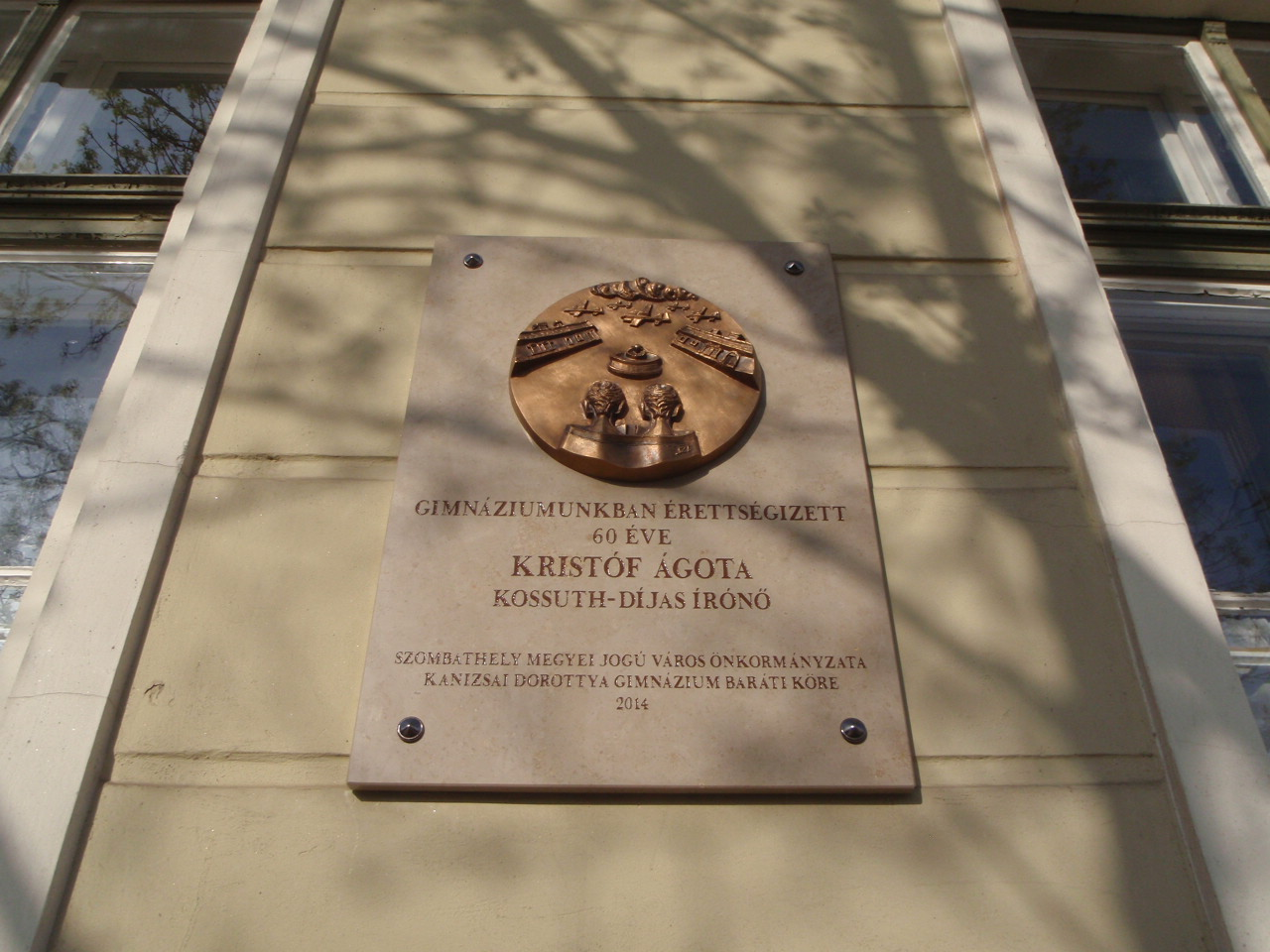
Gedenktafel am Dorothy Kanizsai-Gymnasium in Szombathely

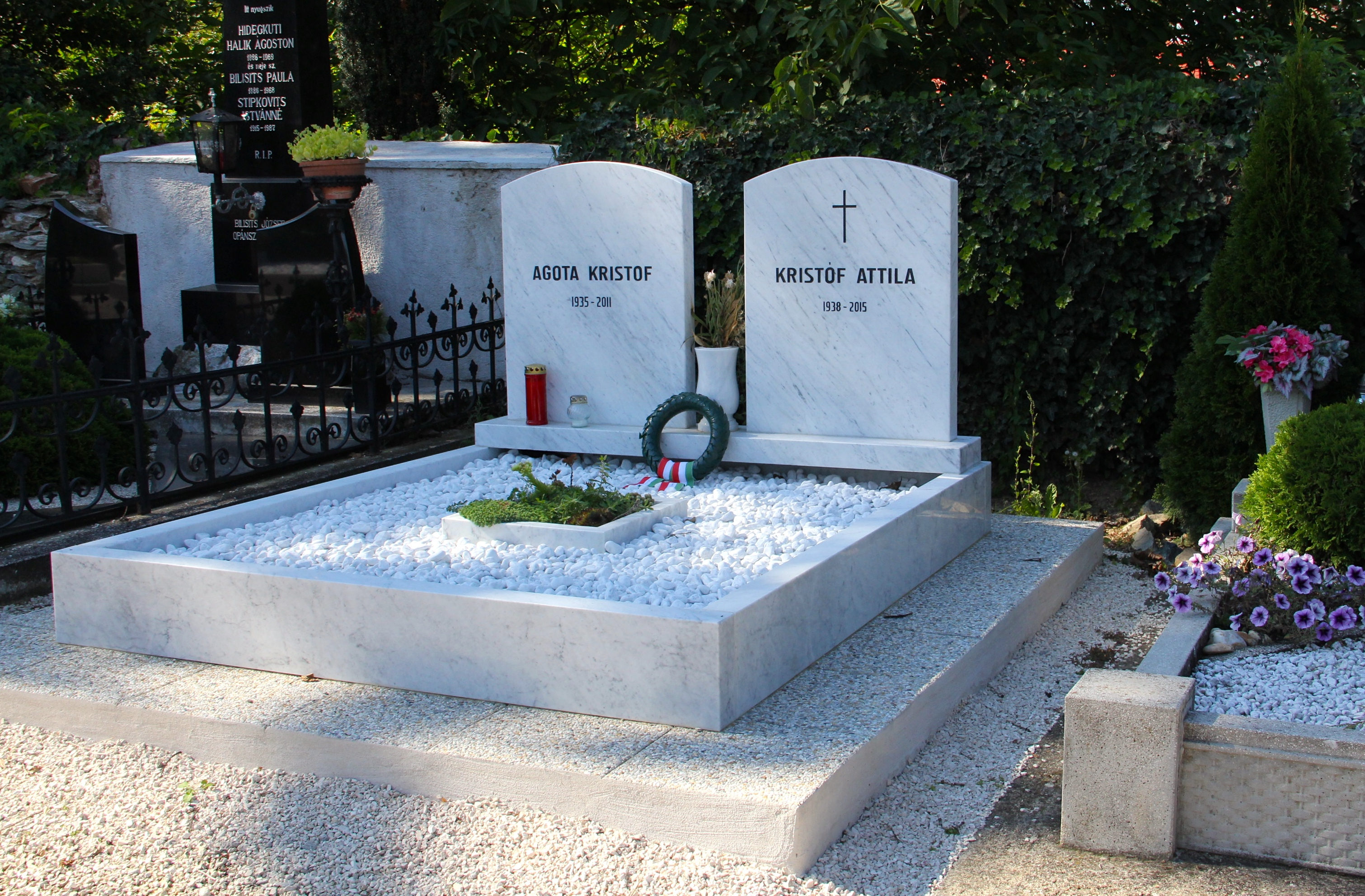
Das Grab von Ágota und Attila Kristóf in Kőszeg (2016)

Ágota Kristóf wuchs in den ungarischen Städten Kőszeg und Szombathely auf. Ihr Vater Kálmán Kristóf und ihre Mutter Antónia Kristóf, geborene Turchányi, waren beide Lehrer. Zwischen 1944 und 1954 besuchte sie die Schule in Szombathely und erlangte eine wissenschaftliche Matura. Sie begann im Alter von vierzehn Jahren, Gedichte zu schreiben. Diese Werke gingen bei der späteren Flucht verloren.
1956, nach der Niederschlagung des Ungarischen Volksaufstandes, floh sie zusammen mit ihrem Mann János Béri, der bis zu ihrer Matura ihr Geschichtslehrer gewesen war und mit dem sie seit 1954 verheiratet war, und mit ihrer viermonatigen Tochter in die Schweiz. Am 8. Dezember 1956 kam sie an der Schweizer Grenze an. Ursprünglich war eine Weiterreise in die USA geplant. Es gab keinen formellen Asylentscheid, da alle Ungarn kollektiv aufgenommen wurden. Die Regierung zeigte politisch bedingt ein maximales Entgegenkommen und verlautbarte: „Der Bundesrat unterstellt die Aufnahme der [ungarischen] Flüchtlinge keinen Bedingungen. Um in das Kontingent aufgenommen zu werden, genügt der Wunsch, in die Schweiz zu kommen.“
Kristóf fand Arbeit in einer Uhrenfabrik in Fontainemelon und erlernte die französische Sprache, in der sie ab etwa 1972 ihre Bücher und Hörspiele schrieb, nur sehr langsam. Auch Französisch als Schriftsprache beherrschte sie anfangs kaum. Nach ihrer Emigration schrieb sie zunächst noch auf Ungarisch. Ihre Werke wurden zuerst in der in Paris verlegten Zeitschrift für ungarische Schriftsteller im Exil Magyar Irodalmi Újság (zu Deutsch in etwa Ungarische Literaturbesprechung) veröffentlicht. Nach fünf Jahren im Exil verliess sie ihren ersten Mann, gab ihre Arbeit in der Uhrenfabrik auf und besuchte Vorlesungen an der Universität Neuenburg, wo sie 1963 ein Diplom des Séminaire de français moderne erwarb. Im selben Jahr heiratete sie den Fotografen Jean-Pierre Baillod. Ihrem ersten Mann nahm sie es übel, dass er und nicht sie die Möglichkeit eines richtigen Universitätsstudiums nutzen konnte.
Über ihre Motivation und Arbeitsweise als Schriftstellerin sagte Ágota Kristóf:
„Als wir 1956 in der Schweiz ankamen, wollte ich vom Leben der Flüchtlinge sprechen, von meinen Landsleuten, vom Leid der Ungarn im Exil, von den Selbstmorden, von der Arbeit in der Fabrik. All das, was ich erlebt habe, im Grunde. [...] Abends schreibe ich wie es kommt, von Hand, ohne mir wegen der Rechtschreibung Gedanken zu machen, ohne mir zu überlegen, wie es enden soll. Ich denke an Geschichten, an Dialoge die ich auf mein Heft schmeisse. Und dann, wenn die Unordnung darin zu gross geworden ist, setzte ich mich vor meine Schreibmaschine und mache Ordnung.“
Ágota Kristóf bezeichnete ihr Schreiben als „eine Revanche für mein trauriges Leben als Hausfrau und Arbeiterin.“ Sie hatte die Tochter erzogen, sich sprachlich völlig integriert und das Geld verdient, als ihr erster Mann ein Stipendium bezog. Kristóf lebte bis zu ihrem Tod in Neuenburg. Ihr Werk wurde nun im Schulunterricht besprochen. Im Umgang mit der sehr interessierten Öffentlichkeit war sie stets zurückhaltend. Unter den wenigen Interviews, ist das Gespräch mit Philippe Savary für die Zeitschrift Le matricule des anges im Jahr 1995 besonders aufschlussreich. 2000 erschien die Biografie Ágota Kristóf. Von einem Exil ins andere von Valérie Petitpierre. Für ihre Heimat widerwillen, die Stadt Neuenburg, hatte sie, wie sie 2002 der Zeitschrift der Universität Neuenburg eingestand, „ein sehr starkes Zugehörigkeitsgefühl“. Ihre sterblichen Überreste wurden nach Ungarn überführt. Ihr Nachlass befindet sich im Schweizerischen Literaturarchiv in Bern.

## Auszeichnungen
- 1987: Prix littéraire européen de l’ADELF für Le grand cahier
- 1988: Schillerpreis der Schweizerischen Schillerstiftung
- 1988: Ruban de la Francophonie
- 1992: Prix du Livre Inter für Le troisième mensonge
- 1998: Alberto-Moravia-Preis
- 2001: Gottfried-Keller-Preis[5]
- 2005: Schillerpreis der Schweizerischen Schillerstiftung für das Gesamtwerk
- 2006: Preis der SWR-Bestenliste
- 2008: Österreichischer Staatspreis für Europäische Literatur
- 2011: Kossuth-Preis

## Werke (Auswahl)

### Prosa
- Le grand cahier Le Seuil, Paris 1986
  - Das große Heft, aus dem Französischen von Eva Moldenhauer. Rotbuch Verlag, Berlin 1987; 2005/06 in die Reihe Schweizer Bibliothek aufgenommen.
- La preuve Le Seuil, Paris 1988
  - Der Beweis, aus dem Französischen von Erika Tophoven-Schöningh. Piper, München/Berlin 1988
- Le troisième mensonge Le Seuil, Paris 1991
  - Die dritte Lüge, aus dem Französischen von Erika Tophoven. Piper, München/Berlin 1993
- Hier Le Seuil, Paris 1995
  - Gestern, aus dem Französischen von Carina von Enzenberg und Hartmut Zahn. Piper, München/Berlin 1996
- L’analphabète. Récit autobiographique Zoé, Genf 2004
  - Die Analphabetin. Autobiographische Erzählung Aus dem Französischen von Andrea Spingler. Ammann, Zürich 2005
- Où es-tu Mathias? Zoé, Carouge 2005, ISBN 2-88182-548-6 (Minizoé 64)
- C’est égal Editions du Seuil, Paris 2005
  - Irgendwo. Nouvelles Aus dem Französischen von Carina von Enzenberg. Piper, München 2007, ISBN 978-3-492-04871-2

### Hörspiele
- Das große Heft in einer Bearbeitung von Garleff Zacharias-Langhans. Regie: Heinz Hostnig. Produktion: BR/SWF, 1989, ISBN 3-89584-871-9
- Die Epidemie. Regie: Wolfgang Rindfleisch. Produktion: HR, 1996.
- Das große Heft in einer Bearbeitung und in der Regie von Erik Altorfer, Komposition: Martin Schütz, Produktion: DLF Kultur/HR/SRF, 2021

### Theaterstücke
- L’heure grise et autres pièces, 1998
- John und Joe
- Lucas, Ich und Mich
- Monstrum. Stücke (John und Joe; Der Schlüssel zum Fahrstuhl; Eine Ratte huscht vorbei; Die graue Stunde; Monstrum; Die Straße; Die Epidemie; Die Sühne). Aus dem Französischen von Jacob Arjouni, Carina von Enzenberg, Ursula Grützmacher-Tabori, Eva Moldenhauer, Erika Tophoven. Piper, München/Berlin 2010